# Jenna Blasman
Jenna Blasman (ur. 24 września 1993) – kanadyjska snowboardzistka, specjalizująca się w konkurencjach Big Air i slopestyle.

## Kariera
W zawodach Pucharu Świata zadebiutowała 16 marca 2013 roku w Szpindlerowym Młynie, gdzie zajęła 46. miejsce w slopestyle'u. Na podium zawodów pucharowych po raz pierwszy stanęła 11 lutego 2016 roku w Bostonie, kończąc rywalizację w big air na drugiej pozycji. W zawodach tych rozdzieliła Julię Marino z USA i swą rodaczkę, Brooke Voigt. Najlepsze wyniki w Pucharze Świata osiągnęła w sezonie 2014/2015, kiedy to zajęła szesnaste miejsce w klasyfikacji generalnej AFU. Ponadto w sezonie 2015/2016 zajęła trzecie miejsce w klasyfikacji big air (w klasyfikacji AFU zajęła 21. miejsce). W 2015 roku zajęła piąte miejsce w slopestyle'u na mistrzostwach świata w Kreischbergu. Rok wcześniej wystartowała na igrzyskach olimpijskich w Soczi, gdzie rywalizację w slopestyle'u ukończyła na 19. miejscu.

## Osiągnięcia

### Igrzyska olimpijskie
| Miejsce | Dzień    | Rok  | Miejscowość | Konkurencja | Zwyciężczyni   |
| ------- | -------- | ---- | ----------- | ----------- | -------------- |
| 19.     | 9 lutego | 2014 | Soczi       | Slopestyle  | Jamie Anderson |

### Mistrzostwa świata
| Miejsce | Dzień       | Rok  | Miejscowość | Konkurencja | Zwyciężczyni    |
| ------- | ----------- | ---- | ----------- | ----------- | --------------- |
| 5.      | 21 stycznia | 2015 | Kreischberg | Slopestyle  | Miyabi Onitsuka |

### Puchar Świata

#### Miejsca w klasyfikacji generalnej AFU
- sezon 2012/2013: 109.
- sezon 2013/2014: 25.
- sezon 2014/2015: 16.
- sezon 2015/2016: 21.
- sezon 2016/2017: 88.

#### Miejsca na podium w zawodach
1. Boston – 11 lutego 2016 (Big Air) - 2. miejsce